# إل ألميندرو
بلدية إل ألميندرو (بالإسبانية: El Almendro) هي بلدية تقع في مقاطعة ولبة التابعة لمنطقة أندلوسيا جنوب إسبانيا.

## الديموغرافيا
بلغ عدد سكان بلدية إل ألميندرو 870 نسمة عام 2011 (وفقاً للمعهد الوطني الإسباني للإحصاء).
| 862 | 874 | 823 | 831 | 845 | 867 | 870 |